# Ковалевська Інеса Олексіївна
Інеса Олексіївна Ковалівська (нар. 1 березня 1933, Москва ) - радянський і російський режисер і сценарист мультиплікації; Заслужений діяч мистецтв Російської Федерації (2002)  .

## Біографія
Інеса Ковалевська народилася 1 березня 1933 року у Москві . Батько - генерал-майор Олексій Ковалевський (1901-1950)  , учасник Громадянської та Великої Вітчизняної воєн, історик, начальник Військово-політичної академії імені В. І. Леніна (1943-1948), потім ректор Академії суспільних наук при ЦК КПРС (1948-1950)   . Мати - Людмила Петрівна Ковалевська (1912-1989), домогосподарка   .
Навчалася в музичній школі за класом фортепіано, збиралася вступати до Школи імені Гнесиних, коли розпочалася Велика Вітчизняна війна . У 1941—1945 роках разом із сім'єю перебувала в евакуації. З перервами закінчила середню школу 1950 р. У тому ж році загинув її батько, за одними даними - покінчив життя самогубством, за іншими - впав жертвою репресій   . Це завадило їй вступити до МДУ .
1958 року Ковалевська закінчила театрознавчий факультет Інституту театрального мистецтва ім. А. В. Луначарського . З 1959 по 1961 р. працювала в Комітеті з кінематографії Міністерства культури СРСР, де на посаді молодшого редактора займалася мультиплікацією та кінематографією Молдавської РСР . В 1964 закінчила Вищі курси сценаристів і режисерів і розпочала творчу роботу на кіностудії « Союзмультфільм »  .
Здобула популярність після створення першого радянського мультиплікаційного фільму- мюзиклу « Бременські музиканти », музичних мультфільмів « Катерок » (в якому звучить знаменита Чунга-Чанга ), « Як левеня та черепаха співали пісню » («Я на сонечку лежу…»), « У порту » («Ця територія зветься акваторія…»), Чучело-Мяучело та інших  .
Переключилася на екранізації народних пісень та творів світової класики: «Російські наспіви» (1972), «Дитячий альбом» (1976), «Кострома» (1989)  .
У 2002 році удостоєна почесного звання Заслуженный деятель искусств Российской Федерации (2002) .
8 квітня 2015 року вперше вручалася Ікар : Приз «Майстер» - Інеса Ковалевська. 

## Фільмографія
- 1965 - Автомат - режисер

Експозиція "Режисери кіностудії "Союзмультфільм". І. А. Ковалевська. 2014 рік.

- 1967 - Четверо з одного двору - режисер
- 1969 - Бременські музиканти - режисер
- 1970 - Катерок - режисер
- 1971 - Пісні вогняних років - режисер і сценарист
- 1972 - Російські наспіви - режисер
- 1973 - Казка про попа і про працівника його Балда - режисер і сценарист
- 1974 - Як левеня та черепаха співали пісню - режисер
- 1975 - У порту - режисер
- 1976 - Дитячий альбом - режисер і сценарист
- 1978 - Гірський майстер - режисер
- 1979 - Салют, Олімпіадо! - Режисер і сценарист
- 1980 - Камаринська - режисер і сценарист
- 1981 - Одного ранку - режисер
- 1982 - Чучело-Мяучело - режисер
- 1983 - Снігур - режисер і сценарист
- 1984 - Картинки з виставки - режисер і сценарист
- 1985 - Танці ляльок - режисер і сценарист
- 1986 - Прогулянка - режисер і сценарист
- 1989 - Кострома - режисер
- 1990 - Пригоди коника Кузі (історія перша) - режисер і сценарист
- 1991 - Пригоди коника Кузі (історія друга) - режисер і сценарист
- 1993 - Гноми та гірський король - режисер і сценарист
- 2001 - Дора-Дора-помідора - режисер і сценарист